# Molorchus juglandis
Molorchus juglandis är en skalbaggsart som beskrevs av Gianfranco Sama 1982. Molorchus juglandis ingår i släktet Molorchus och familjen långhorningar.
Artens utbredningsområde är Israel. Inga underarter finns listade i Catalogue of Life.